# KBS N Sports
KBS N Sports è un canale televisivo sportivo sudcoreano, proprietà di KBS N, una divisione della Korean Broadcasting System. È stato lanciato il 2 febbraio 2002.